# Селцер (Пенсільванія)
Селцер (англ. Seltzer) — переписна місцевість (CDP) в США, в окрузі Скайлкілл штату Пенсільванія. Населення — 318 осіб (2020).

## Географія
Селцер розташований за координатами 40°41′44″ пн. ш. 76°14′10″ зх. д. / 40.69556° пн. ш. 76.23611° зх. д. (40.695682, -76.236181).  За даними Бюро перепису населення США в 2010 році переписна місцевість мала площу 0,18 км², уся площа — суходіл.

## Демографія
Згідно з переписом 2010 року, у переписній місцевості мешкало 350 осіб у 148 домогосподарствах у складі 112 родин. Густота населення становила 1931 особа/км².  Було 156 помешкань (860/км²).
Расовий склад населення:
| - 98,6 % — білих |

До двох чи більше рас належало 0,9 %. Частка іспаномовних становила 2,3 % від усіх жителів.
За віковим діапазоном населення розподілялося таким чином: 18,9 % — особи молодші 18 років, 55,4 % — особи у віці 18—64 років, 25,7 % — особи у віці 65 років та старші. Медіана віку мешканця становила 47,8 року. На 100 осіб жіночої статі у переписній місцевості припадало 94,4 чоловіків;  на 100 жінок у віці від 18 років та старших — 102,9 чоловіків також старших 18 років.
Середній дохід на одне домашнє господарство  становив 53 424 долари США (медіана — 40 795), а середній дохід на одну сім'ю — 72 587 доларів (медіана — 60 556). За межею бідності перебувало 8,6 % осіб, у тому числі 0,0 % дітей у віці до 18 років та 16,8 % осіб у віці 65 років та старших.
Цивільне працевлаштоване населення становило 111 осіб. Основні галузі зайнятості: освіта, охорона здоров'я та соціальна допомога — 53,2 %, будівництво — 24,3 %, роздрібна торгівля — 9,9 %, виробництво — 8,1 %.